# Unité urbaine de Valence (Tarn-et-Garonne)
Pour les articles homonymes, voir Unité urbaine de Valence (Drôme).
L'unité urbaine de Valence (Tarn-et-Garonne) est une unité urbaine française centrée sur la ville de Valence, département de Tarn-et-Garonne.

## Données globales
Dans le zonage réalisé par l'Insee en 2010, l'unité urbaine était composée de quatre communes.
Dans le nouveau zonage réalisé en 2020, elle est composée des quatre mêmes communes, situées dans l'arrondissement de Castelsarrasin et le département de Tarn-et-Garonne.
En 2022, avec 7 847 habitants, elle représente la 5e unité urbaine du département de Tarn-et-Garonne.
En 2020, sa densité de population s'élève à 193 hab/km2. Par sa superficie, elle représente 1,08 % du territoire départemental et, par sa population, elle regroupe 2,95 % de sa population.

## Composition 2020 de l'unité urbaine
Elle est composée des quatre communes suivantes :
| Nom                    | Code Insee | Département     | Statut       | Superficie (km2) | Population (dernière pop. légale) | Densité (hab./km2) | Modifier                                    |
| ---------------------- | ---------- | --------------- | ------------ | ---------------- | --------------------------------- | ------------------ | ------------------------------------------- |
| Valence (ville-centre) | 82186      | Tarn-et-Garonne | ville-centre | 13,44            | 5 287 (2022)                      | 393                | modifier les données · modifier les données |
| Golfech                | 82072      | Tarn-et-Garonne | banlieue     | 9,72             | 1 010 (2022)                      | 104                | modifier les données · modifier les données |
| Goudourville           | 82073      | Tarn-et-Garonne | banlieue     | 11,27            | 970 (2022)                        | 86                 | modifier les données · modifier les données |
| Pommevic               | 82141      | Tarn-et-Garonne | banlieue     | 5,75             | 580 (2022)                        | 101                | modifier les données · modifier les données |

## Évolution démographique
L'évolution démographique ci-dessous concerne l'unité urbaine selon le périmètre défini en 2020.
| 1968  | 1975  | 1982  | 1990  | 1999  | 2009  | 2014  | 2020  | 2021  | - |
| ----- | ----- | ----- | ----- | ----- | ----- | ----- | ----- | ----- | - |
| 5 363 | 5 460 | 5 986 | 6 733 | 6 764 | 7 403 | 7 726 | 7 745 | 7 787 | - |